# Osteochilus chini
Osteochilus chini är en fiskart som beskrevs av Karnasuta, 1993. Osteochilus chini ingår i släktet Osteochilus och familjen karpfiskar. Inga underarter finns listade i Catalogue of Life.